# Belene

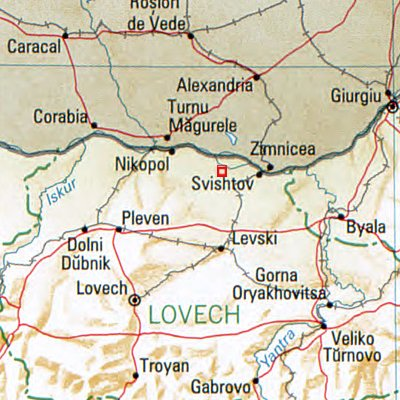
Belene(rotes Viereck) – Bulgarien – Nachbarorte: Nikopol, Lewski, Swischtow, Zimnicea, Bjala, Gorna Orjachowiza, Weliko Tarnowo, Gabrowo, Trojan, Lowetsch, Dolni Dabnik, Plewen

Die Kleinstadt Belene liegt im Norden Bulgariens in der Provinz Plewen. Sie befindet sich direkt an der Donau, die nächstgelegene Stadt ist Swischtow. Bekanntheit erlangte Belene durch das auf der Insel Belene gelegene Arbeitslager, in dem während der kommunistischen Herrschaft viele Regimegegner ermordet wurden. Seit 2006 ist die Stadt Namensgeber für die Belene Cove, eine Bucht der Livingston-Insel in der Antarktis.

## Katholiken
Die Stadt beheimatet zwei römisch-katholische und eine orthodoxe Kirche. Obwohl die Katholiken in Bulgarien eine verschwindende Minderheit von 50.000 Gläubigen bilden, stellen sie in Belene mit seinen 6.000 römisch-katholischen Einwohnern die Mehrheit.

## Kernkraftwerk Belene
In der jüngeren Vergangenheit wurde Belene durch den geplanten Bau des Kernkraftwerks Belene bekannt. In Belene sollte nach dem Kernkraftwerk Kosloduj das zweite bulgarische Kernkraftwerk entstehen, um den Produktionsausfall durch die Abschaltung der Blöcke in Kosloduj aufzufangen. Das AKW sollte um 2012 ans Netz gehen. Mit dem Ausstieg des Investors RWE im Oktober 2009 war die Fertigstellung des Projekts bereits ungewiss. Angesichts weiter steigender Kosten entschied die bulgarische Regierung am 28. März 2012, aus dem Projekt auszusteigen. Stattdessen soll nun am Standort ein Gaskraftwerk gebaut werden.

## Partnerstädte
- Belleville-sur-Loire, Frankreich
- Hajdúsámson, Ungarn
- Vigonza, Italien

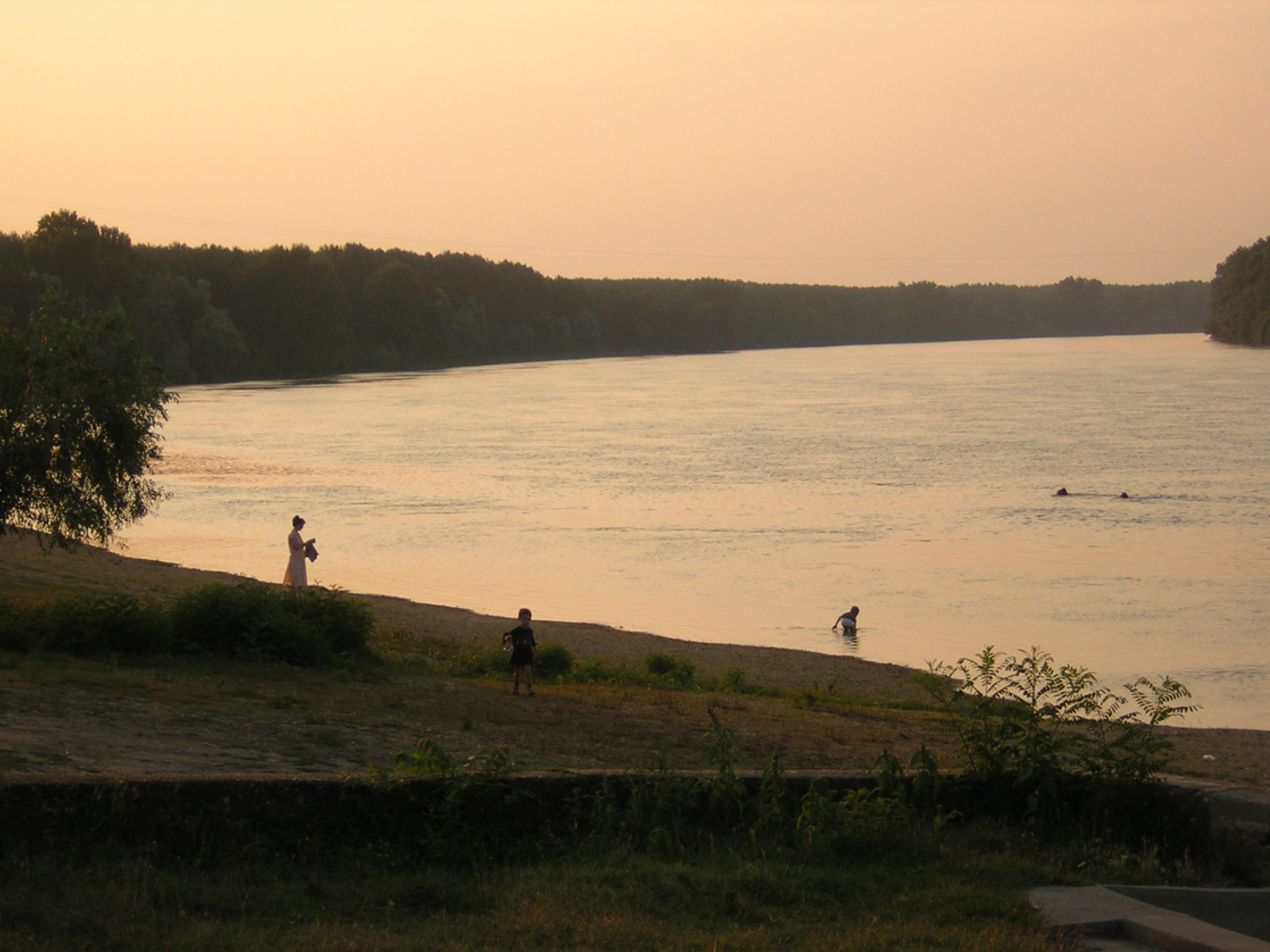
Die Donau bei Belene
Die Belene-Insel

## Söhne und Töchter
- Vincentius Eugenio Bossilkoff (1900–1952), bulgarisch-katholischer Bischof des Bistums Nicopolis